# Android Nougat
Android Nougat ou Android 7 é uma versão principal do sistema operacional Android. Primeiramente lançado como uma versão beta em 09 de março de 2016, foi lançado oficialmente em 22 de agosto de 2016, com os dispositivos Nexus sendo os primeiros a receberem a atualização.
O Nougat introduz mudanças notáveis para o sistema operacional e sua plataforma de desenvolvimento, incluindo a capacidade de exibir vários aplicativos na tela de uma só vez em uma visualização em tela dividida, suporte a respostas direto das notificações, bem como um ambiente e suporte Java baseado em OpenJDK para a API de renderização de gráficos Vulkan, e atualizações do sistema "seamless" em dispositivos suportados.

## Recursos
Android Nougat introduz um modo de tela dividido multi-janela, em que dois aplicativos podem ser encaixados para ocupar metades da tela. O modo multi-window de forma livre experimental também está disponível como um recurso oculto, onde vários aplicativos podem aparecer simultaneamente na tela.
O painel de notificações também foi redesenhado, que caracteriza uma fileira menor de ícones para as configurações, substituindo cartões de notificação com uma "folha de design", e permitindo respostas em linha para notificações implementadas por meio de APIs existentes utilizados com Android Wear. Notificações de um único aplicativo pode também ser "empacotados". 
Agora no painel de notificações basta puxar uma vez a barra para aparecer uma prévia das ferramentas Principais. Puxando mais uma vez, todas as ferramentas são exibidas.
Mensagens de aplicativos como o Hangouts podem ser respondidas diretamente da notificação, sem precisar sair da pagina ou aplicativo usado no momento.
Há também mudanças no menu de Configurações, aprimoramento do recurso de economia de bateria Doze, e a adição de um Modo Noturno.

## Escolha do nome
Durante sua apresentação no "Google I/O 2016", o Google afirmou que "Precisa da sua ajuda para escolher o nome do novo Android N". Para isso a empresa abriu um site apenas para que o público pudesse enviar suas sugestões de nomes. O publico pôde votar até o dia 8 de junho.
Em 30 de junho de 2016, o Google confirmou que a próxima versão do sistema se chamará "Nougat".

## Plataforma de desenvolvimento

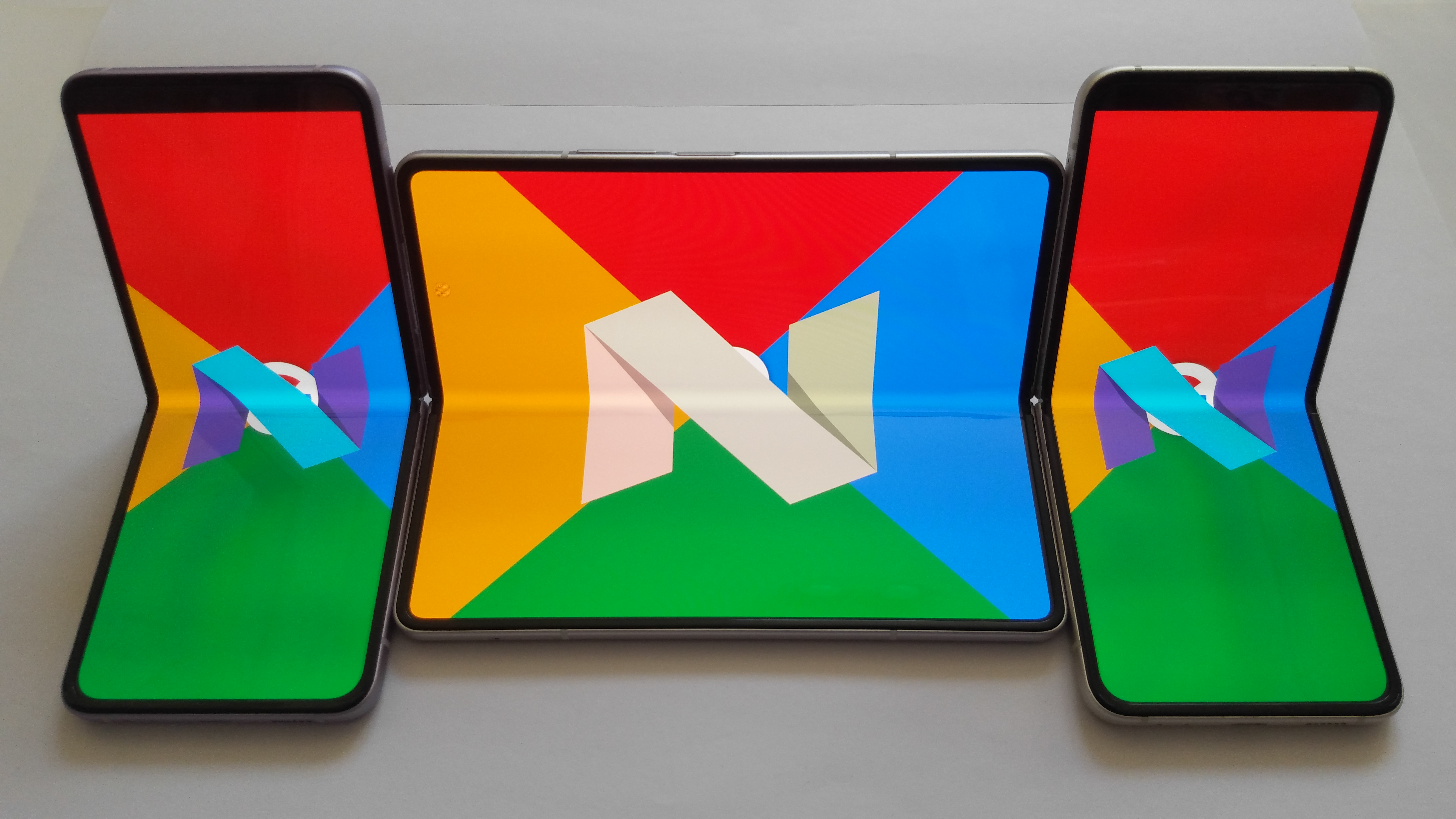
Google e Android. Desenvolvimento da programação com a linguagem Java e mudanças de relacionamento com a Oracle.

Em dezembro de 2015, o Google anunciou que o Android N iria mudar seu Java Runtime Environment a partir da extinta Apache Harmony para o OpenJDK -a implementação oficial open source da plataforma Java mantido pela Oracle Corporation e da comunidade Java. Google afirmou que a mudança foi parte de um esforço para criar uma "base de código comum" entre Java no Android e outras plataformas e permitir o uso de populares Java 8 recursos no código, mas é, na verdade, para resolver o litígio em curso com a Oracle em torno da sua utilização de direitos de autor Java APIs como parte da plataforma Android, como o OpenJDK é expressamente licenciado sob a GNU GPL.

## Mudanças

### v7.0 (API 24)
| Versão | Data de lançamento   | Características |
| ------ | -------------------- | --- |
| 7.0    | 22 de agosto de 2016 | - Suporte para criptografia baseada em arquivo; - Suporte a emoji Unicode 9.0 e modificador de tom de pele (e expõe um subconjunto de APIs ICU4J); - Capacidade de exibir calibração de cores; - Capacidade de aumentar o zoom na tela; - Capacidade de alternar para o último aplicativo aberto tocando duas vezes no botão de visão geral; - Adicionada uma parte de informações de emergência; - Adicionado o botão "Limpar tudo" à tela Visão geral; - Outra partição do sistema, que é atualizada quando não está em uso, permitindo atualizações contínuas do sistema; - Plataforma de realidade virtual Daydream (interface VR); - Funcionalidade Soneca aprimorada, que visa prolongar a vida útil da bateria; - Melhorias no navegador de arquivos; - Capacidade de mover arquivos adicionados ao Storage Access Framework; - Mais opções de configurações rápidas; - Suporte a múltiplas janelas, que oferece suporte a aplicativos flutuantes em um layout de desktop; - Novo modo de economia de dados, que pode forçar os aplicativos a reduzir o uso de largura de banda; - Novo compilador JIT, tornando as instalações de aplicativos 75% mais rápidas e uma redução de 50% no tamanho do código compilado; - Compilador Just in Time (JIT) com criação de perfil de código para ART, o que permite melhorar constantemente o desempenho de aplicativos Android à medida que são executados; - Suporte de Picture-in-picture para Android TV; - Aba de notificações redesenhada, com acesso instantâneo a certas configurações; - Tela de visão geral redesenhada; - Cartões de notificação substituídos por folhas de notificação; - Gaveta de navegação do app de configurações; - API de renderização Vulkan 3D; - Vários locais de dispositivo; - Descontinuação da API Android Camera V1; - Acesso restrito ao sistema de arquivos. |

### v7.1 - v7.1.2 (API 25)
| Versão | Data de lançamento    | Características | Imagem |
| ------ | --------------------- | --- | ------ |
| 7.1    | 4 de outubro de 2016  | - Aba de notificação reorganizada; - Melhorias de desempenho de toque/exibição; - Moves (gesto de deslizar para baixo com impressão digital - ativar); - Aceite com novo hardware necessário: - Atualizações perfeitas do sistema A/B; - Modo VR do Daydream; - Recursos do desenvolvedor: - APIs do gerenciador de atalhos; - Suporte para ícones de aplicativos circulares; - Inserção de imagem de teclado; - Gesto do sensor de impressão digital para abrir/fechar a aba de notificação; - Intenção do gerenciador de armazenamento manual para aplicativos; - Agendamento de thread de RV aprimorado; - Metadados de papel de parede aprimorados; - Suporte a chamadas multi-endpoint; - Suporte para vários requisitos de MNO; - Propriedade de privacidade de voz PCDMA; - Suporte de tipo de fonte para correio de voz visual; - Opções de configuração da operadora para gerenciar vídeos de telefone; - Gerenciador de armazenamento manual - identifica arquivos e aplicativos que usam armazenamento. |        |
| 7.1.1  | 1 de dezembro de 2016 | - Novo conjunto de Emojis adicionando diferentes tons de pele e cortes de cabelo aos já existentes; - Envie GIFs diretamente do teclado padrão; - Atalhos de aplicativos: inicie ações em aplicativos mantendo o ícone do aplicativo pressionado; - Opções do desenvolvedor: recurso Show CPU Usage removido. |        |
| 7.1.2  | 2 de abril de 2017    | - Alertas de uso da bateria. |        |